# Burg Klein-Arnsberg

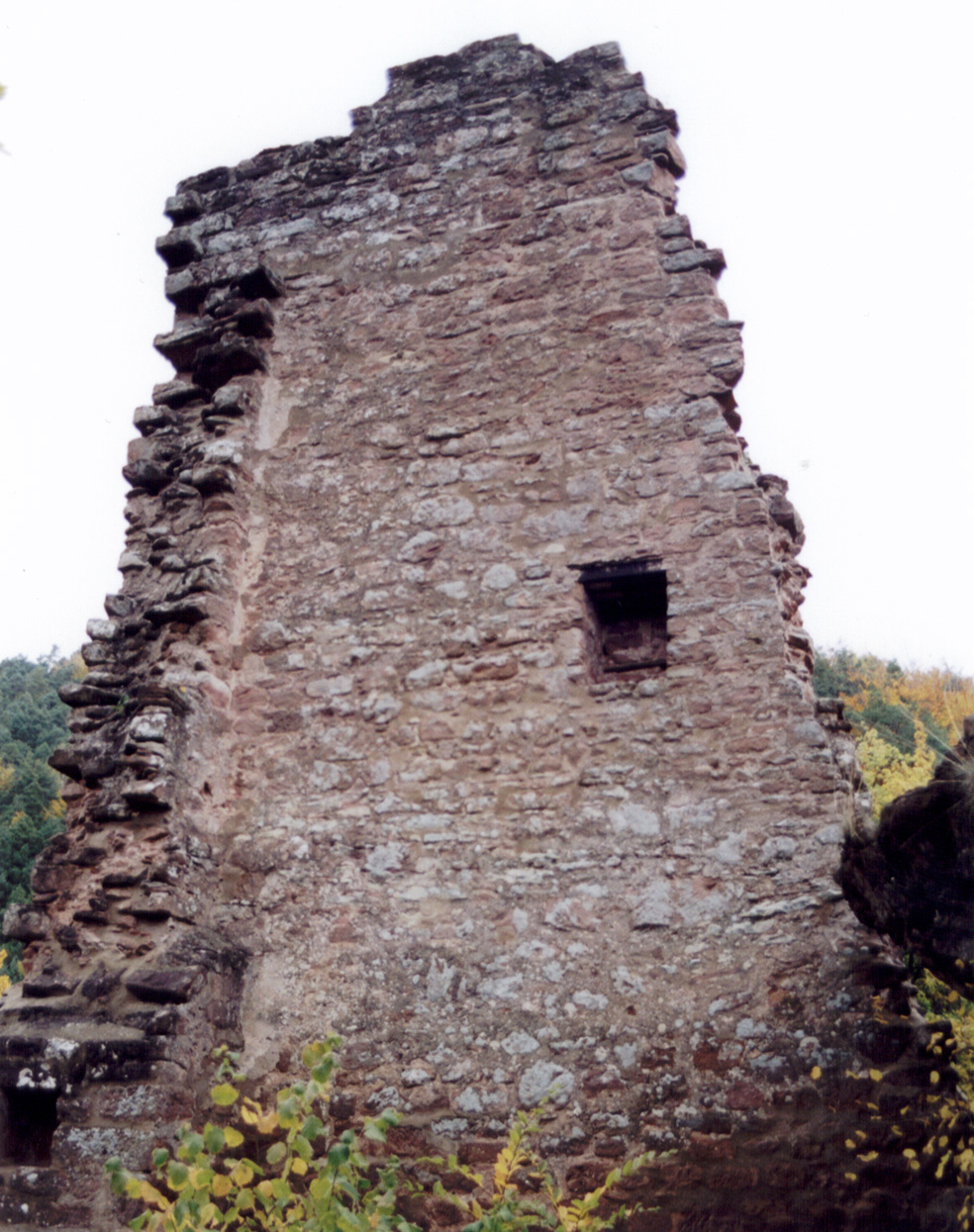
Wohnturm der Oberburg

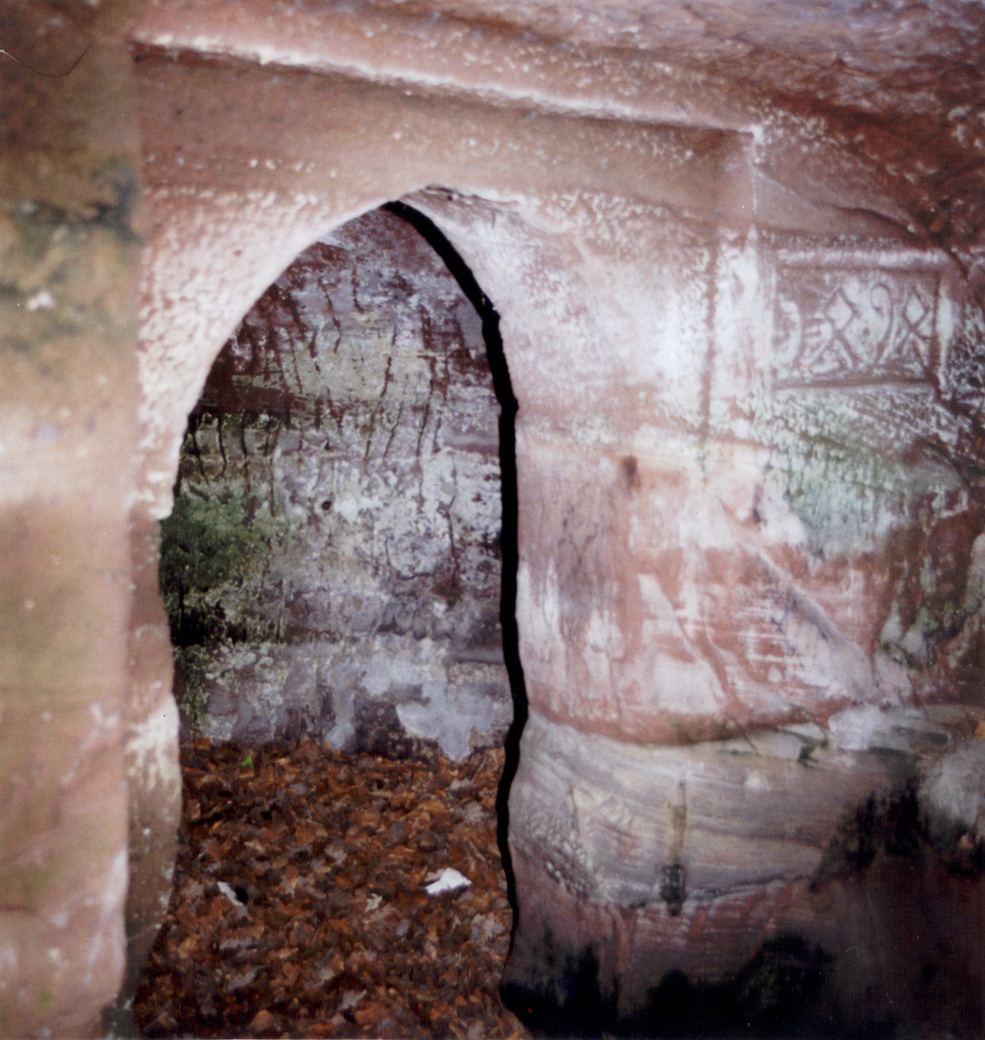
Felsenkammer der Vorburg mit der Jahreszahl 1494

Die Ruine der Burg Klein-Arnsberg (französisch: Petit Arnsberg oder Petit Arnsbourg) befindet sich auf einem Berg nördlich der Gemeinde Obersteinbach im Département Bas-Rhin, in Frankreich.

## Geschichte

### Mittelalter
Die Burg ist urkundlich erst seit dem 14. Jahrhundert nachweisbar, die Architektur spricht aber für eine Entstehung in spätstaufischer Zeit, spätestens Mitte des 13. Jahrhunderts. Auf der Burg saßen die Herren von Wasigenstein, die die Burg als Lehen der Abtei Weißenburg in Besitz hatten. 1335 wurde die Burg als Versteck des Raubritters Friedrich von Wasigenstein belagert und erobert.
Von 1360 an ist sie im Besitz der Herren von Ochsenstein und wechselt in der Folge mehrfach die Besitzer. Um 1400 besitzen die Herren von Dahn (Than) die Burg als Lehen. Friedrich von Dahn verkauft 1420 seine Hälfte der Burg an Ludwig V. von Lichtenberg. Um 1483 besitzen die Herren von Adelsheim die Burg als Lehen. Nach 1485 kommt die Burg im Erbgang an die Grafen von Zweibrücken-Bitsch. Diese lassen die Burg ab 1494 umfassend renovieren. Die Burg war nun dem Amt Lemberg der Grafschaft Zweibrücken-Bitsch zugeordnet. Sie war ein Lehen des Kurfürsten von Mainz.

### Frühe Neuzeit
1570 verstarb Graf Jakob von Zweibrücken-Bitsch (* 1510; † 1570) als letztes männliches Mitglied seiner Familie. Das Amt Lemberg erbte seine Tochter, Ludovica Margaretha von Zweibrücken-Bitsch, die mit dem (Erb-)Grafen Philipp (V.) von Hanau-Lichtenberg verheiratet war. Ihr Schwiegervater, Graf Philipp IV. von Hanau-Lichtenberg, gab durch die sofortige Einführung des lutherischen Bekenntnisses dem streng römisch-katholischen Herzog Karl III. von Lothringen Gelegenheit, militärisch zu intervenieren, da dieser die Lehnshoheit über die ebenfalls zum Erbe gehörende Herrschaft Bitsch besaß. Im Juli 1572 besetzten lothringische Truppen die Grafschaft. Da Philipp IV. der lothringischen Übermacht nicht gewachsen war, wählte er den Rechtsweg. Beim anschließenden Prozess vor dem Reichskammergericht konnte sich Lothringen hinsichtlich der Herrschaft Bitsch durchsetzen, das Amt Lemberg dagegen – und somit auch Klein-Arnsburg – wurde der Grafschaft Hanau-Lichtenberg zugesprochen. Unter den verschiedenen Lehensleuten, die die Burg als Afterlehen besaßen, findet sich auch Cornelius von Hanau. 1635 wurde die Burg im Dreißigjährigen Krieg zerstört und ist seit dieser Zeit eine Ruine. Die Liegenschaft zählte weiter zum Amt Lemberg.
1736 starb mit Graf Johann Reinhard III. der letzte männliche Vertreter des Hauses Hanau. Aufgrund der Ehe seiner einzigen Tochter, Charlotte (* 1700; † 1726), mit dem Erbprinzen Ludwig (VIII.) (* 1691; † 1768) von Hessen-Darmstadt fiel die Grafschaft Hanau-Lichtenberg nach dort.

### Neuzeit
Im Zuge der Französischen Revolution fiel der linksrheinische Teil der Grafschaft Hanau-Lichtenberg – und damit auch das Amt Lemberg und die Burg – 1794 an Frankreich.

## Baulichkeiten
Außer Kammern, Gängen und Treppen im Felsen ist heute noch eine Mauerecke des Wohnturmes der Oberburg vorhanden. Erhalten ist ferner ein den Eingang zur Oberburg sichernder Torturm.

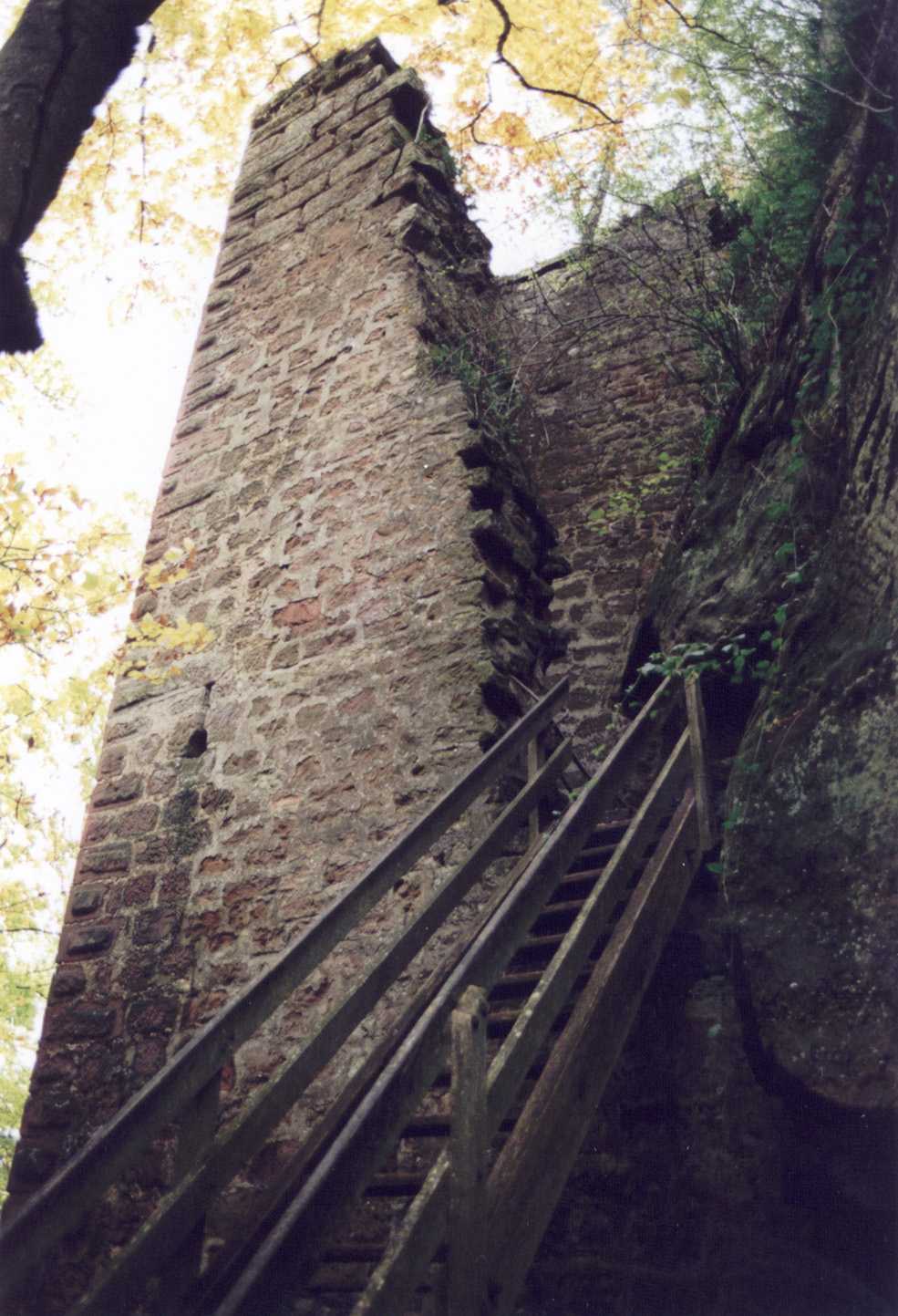
Torturm von der Vorburg aus
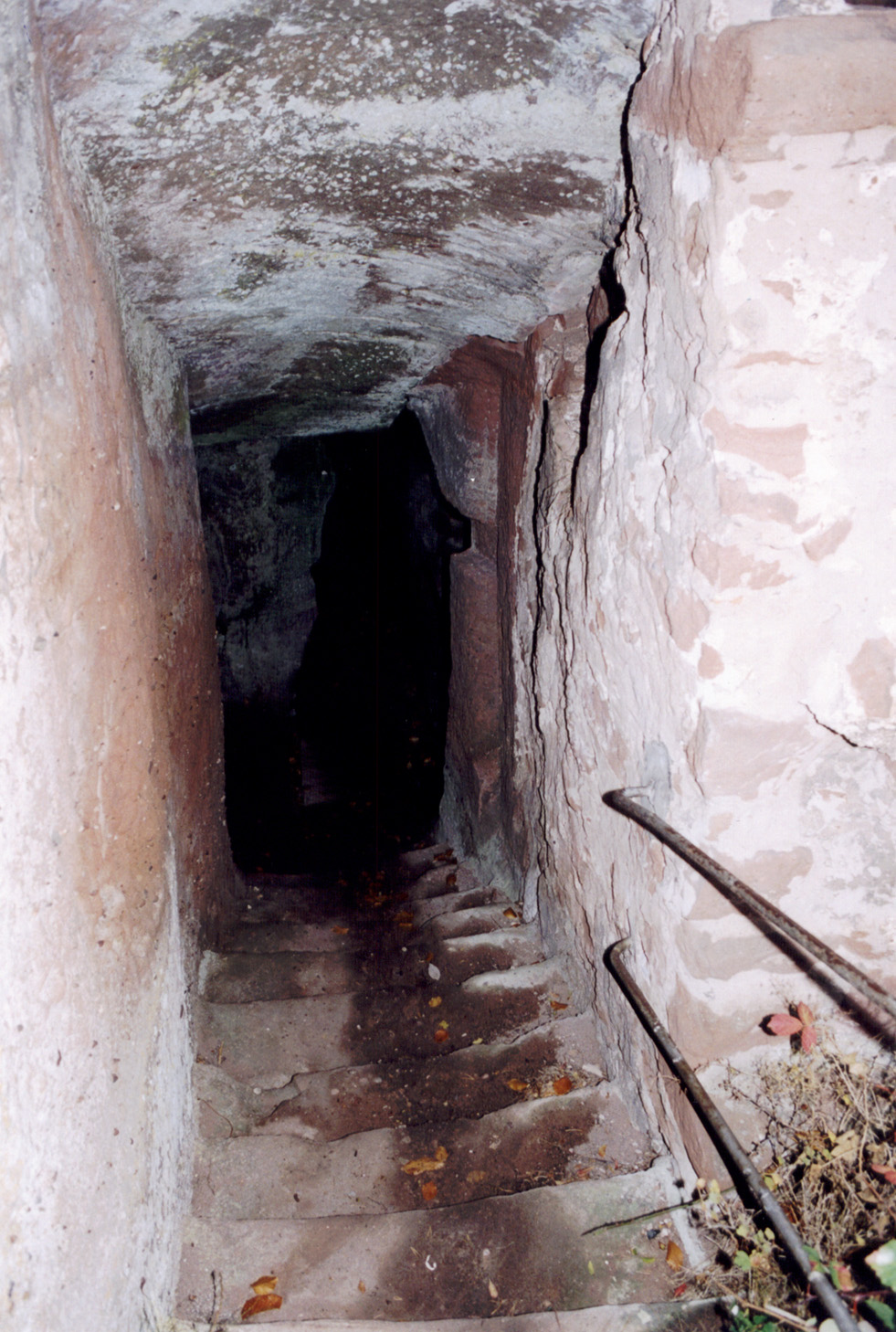
Felsengang zur Oberburg
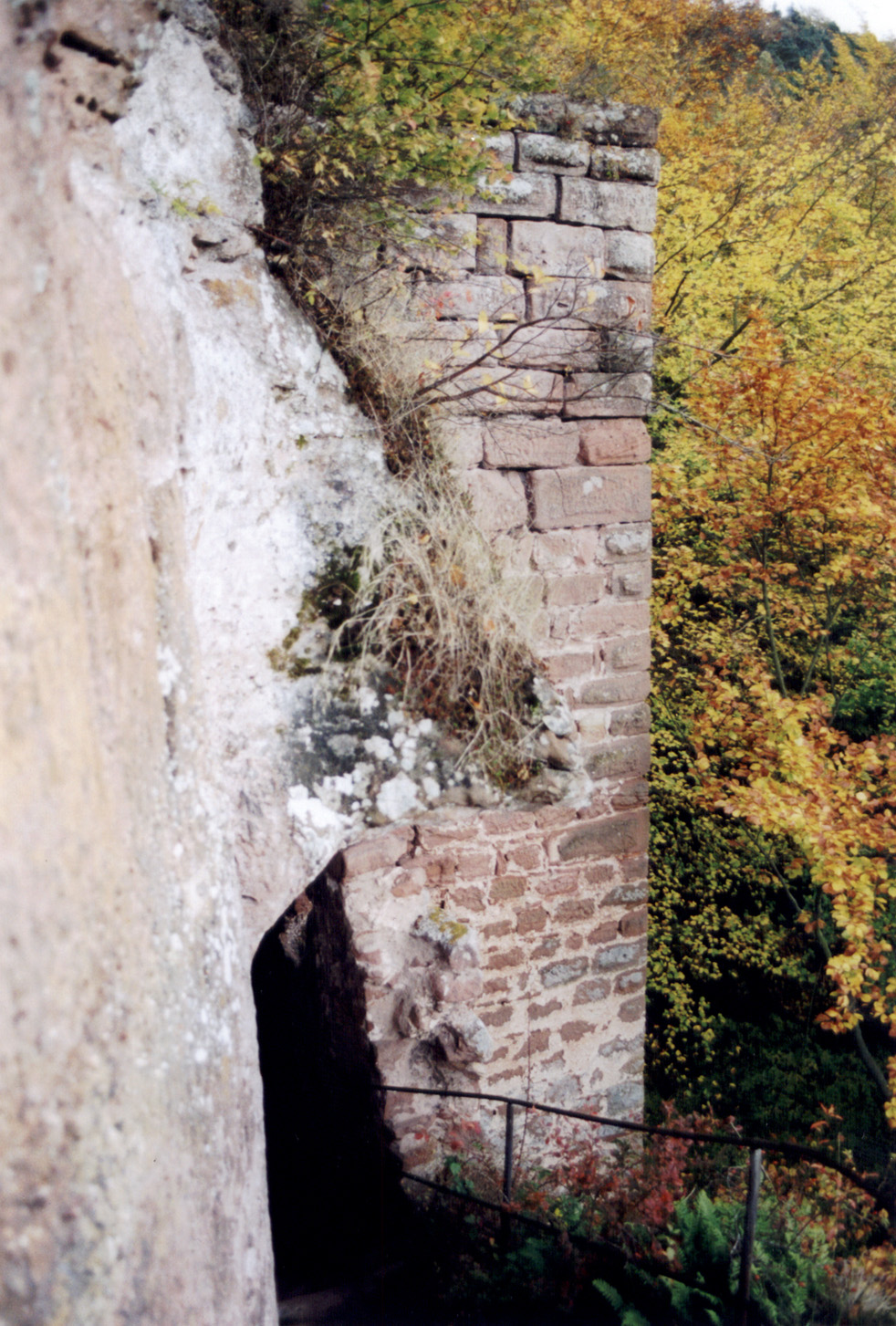
Torturm von der Oberburg aus
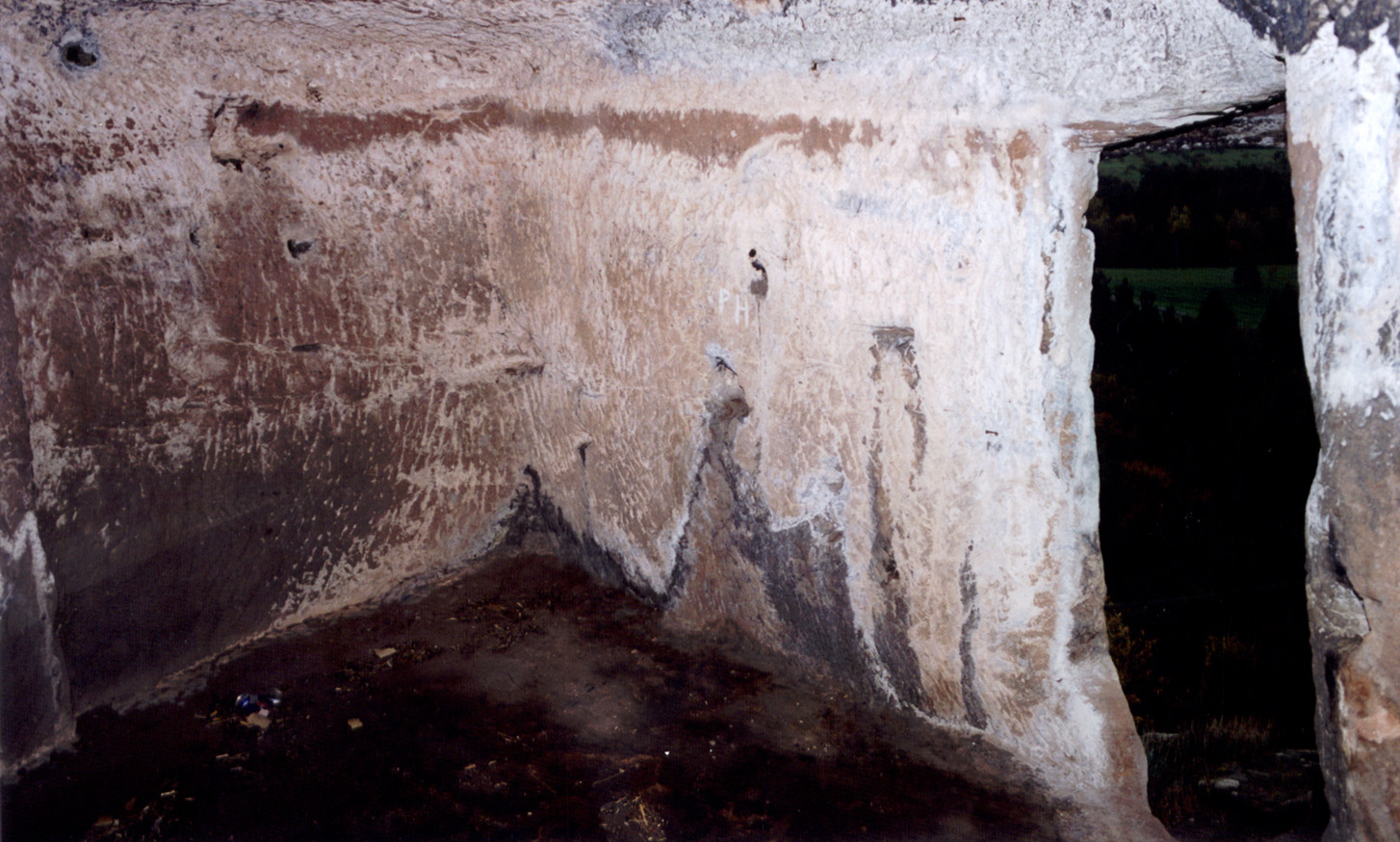
Felsenkammer der Oberburg